# 納蒂靈湖
納蒂靈湖（英語：Nettilling Lake）是加拿大的湖泊，位於巴芬島南端，距離首府伊魁特約280（170英里），由努納武特負責管轄，長123（76英里），面積5,542平方（2,140平方英里），海拔高度30（98英尺），最大水深132（433英尺）。

## 外部連結
- Thecanadianencyclopedia.com （页面存档备份，存于）
- Columbia Electronic Encyclopedi entry （页面存档备份，存于）

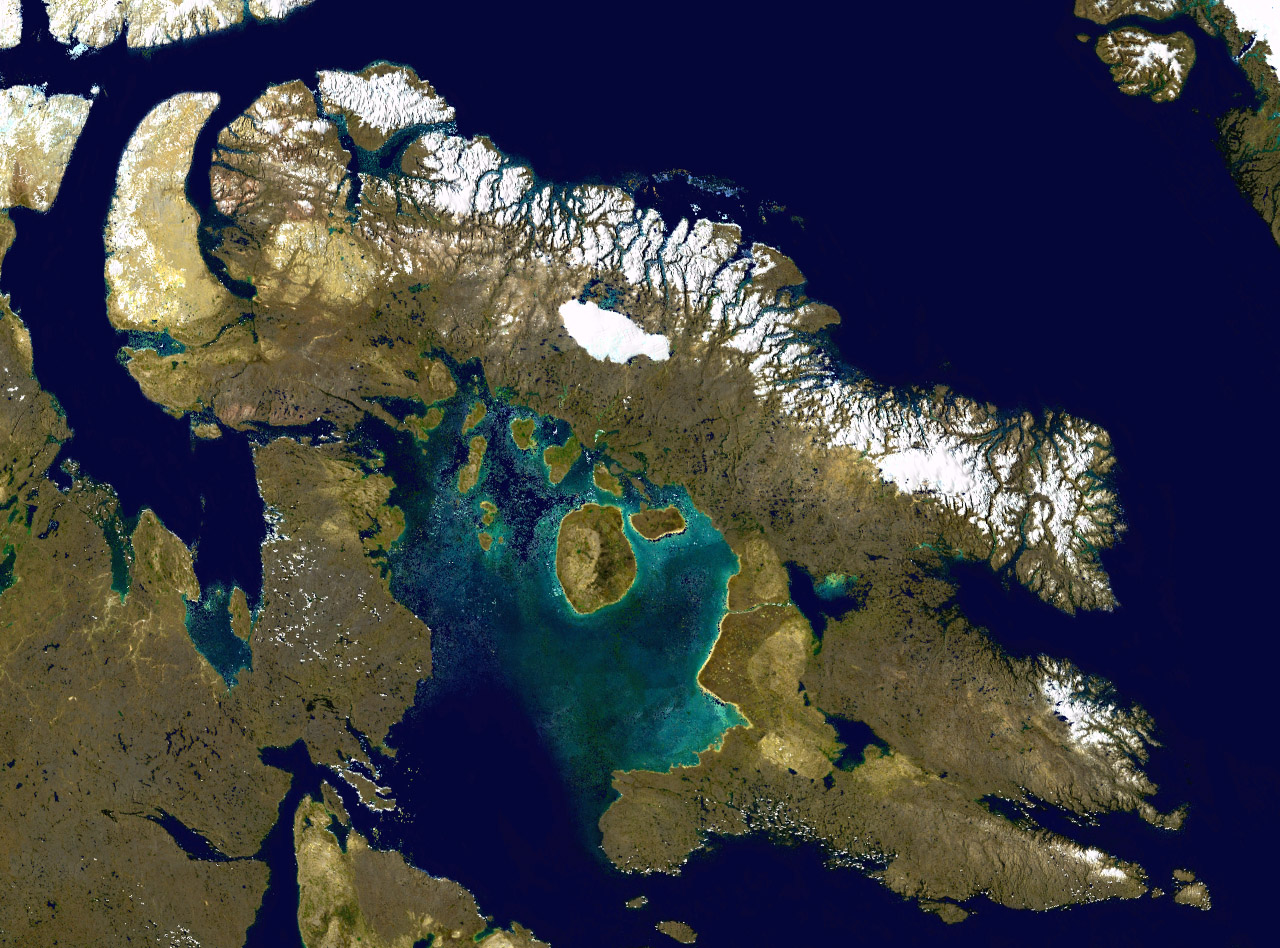

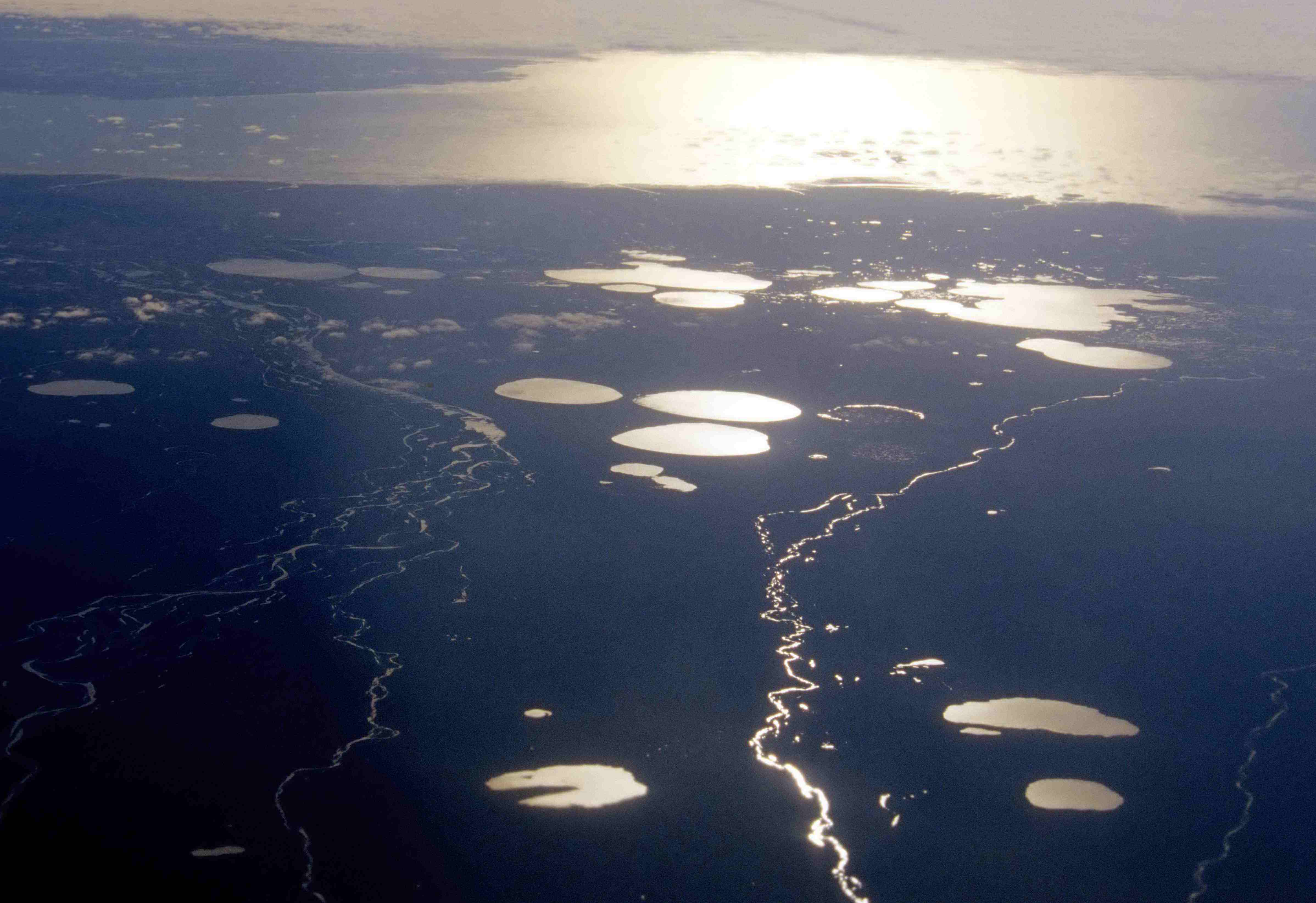

- Canada's Polar Environments, Nettilling Lake and Amadjuak Lake （页面存档备份，存于）

- Canada's Polar Environments, Baffin Island map and info （页面存档备份，存于）

66°30′N 70°50′W / 66.500°N 70.833°W